# Cappella di Sant'Anna (Sambuca Val di Pesa)
La cappella di Sant'Anna è un edificio sacro situato a Sambuca Val di Pesa, nel comune di Tavarnelle Val di Pesa, in provincia di Firenze, diocesi della medesima città.

## Storia
Un tabernacolo con un affresco raffigurante “Sant'Anna con la Vergine e il Bambino” venne realizzato nella prima metà del XV secolo nei pressi del ponte di Ramagliano nel borgo di Sambuca. L'affresco venne dipinto da uno dei pittori che lavoravano nella vicina Abbazia di Passignano.
Per proteggere il tabernacolo nel 1725 una devota famiglia di Sambuca, la famiglia Torelli, fece erigere a proprie spese un edificio che circondasse l'antica immagine.

## Descrizione

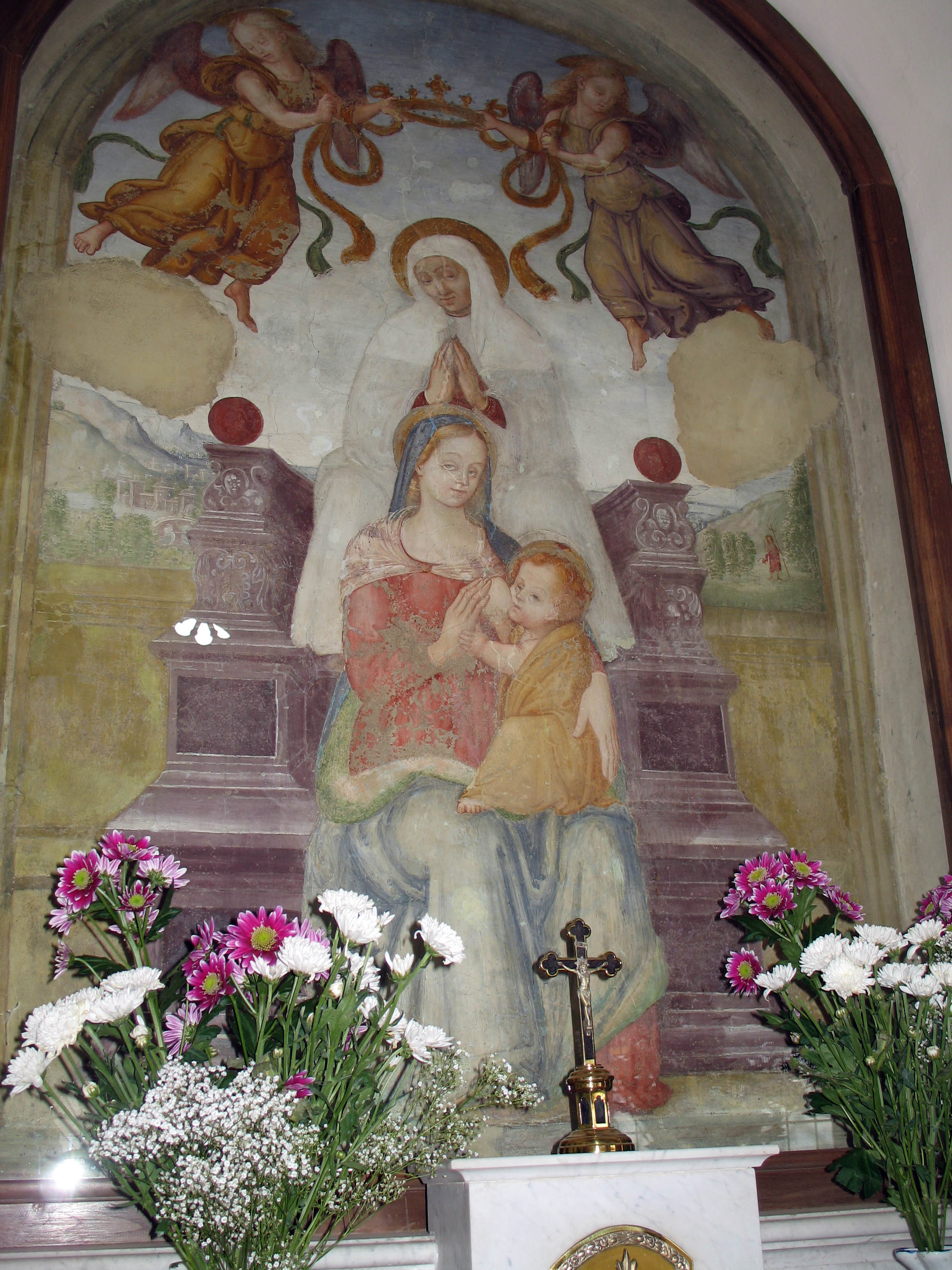
Sant’Anna con la Vergine e il Bambino

L'edificio, a pianta esagonale, presenta ai lati dei portali d'accesso, delle finestrelle che consentono ai pellegrini la visione del dipinto anche quando la cappella è chiusa. Per mantenere economicamente la cappella venne assegnato in beneficio un podere situato in località Torricelle di Sopra.
Nel 1843 il tabernacolo venne restaurato da Luigi Pagni Torelli, un discendente della famiglia che lo aveva costruito. Negli anni trenta del XX secolo venne modificato l'ingresso. In origine si accedeva all'antica immagine da una porta centrale, dopo il restauro vennero edificate due porte laterali ai lati dell'edificio.